# Spilosoma anopunctata
Spilosoma anopunctata är en fjärilsart som beskrevs av Charles Oberthür 1911. Spilosoma anopunctata ingår i släktet Spilosoma och familjen björnspinnare. Inga underarter finns listade i Catalogue of Life.